# کونوسوبا
کونوسوبا: موهبت خداوند در این دنیای شگفت‌انگیز! (به انگلیسی: KonoSuba: God's Blessing on This Wonderful World!) که بیشتر تحت نام کونوسوبا شناخته می‌شود، مجموعه لایت ناول ژاپنی نوشته ناتسومه آکاتسوکی است. داستان دربارهٔ پسری به نام کازوما ساتو است که پس از مرگش به دنیایی فانتزی همراه با عناصر ام‌ام‌اوآرپی‌جی فرستاده می‌شود و در آنجا یک گروه ماجراجویانه ناکارآمد با یک الهه، یک جادوگر و یک جنگجوی صلیبی تشکیل می‌دهد. کونوسوبا در ابتدا به عنوان یک رمان وب در وبسایت ناشر مؤلف شویسسکا نی نارو بین دسامبر ۲۰۱۲ و اکتبر ۲۰۱۳ منتشر شد و سپس به عنوان یک مجموعه رمان چاپی توسط کادوکاوا شوتن از اکتبر ۲۰۱۳ تا مه ۲۰۲۰ منتشر شد. مجموعه لایت ناول دارای داستانی متفاوت و تصاویری از کورونه میشیما است.
انتشار مانگا اقتباس شده از این اثر به صورت سریالی در مجله ماهانه دراگون اج از اکتبر آغاز شد. مجموعه تلویزیونی انیمه ساخته استودیو دین از ژانویه تا مارس ۲۰۱۶ و فصل دوم بین ژانویه تا مارس ۲۰۱۷ پخش شد. مجموعه لایت ناول اسپین آف به نام کونوسوبا: یک انفجار در این دنیای شگفت‌انگیز! (به انگلیسی: KonoSuba: An Explosion on This Wonderful World!) از ژوئیه ۲۰۱۴ شروع به انتشار کرد که از آپریل تا ژوئن ۲۰۲۳ نیز به صورت انیمه پخش شد. هر دو لایت ناول و مانگا در آمریکای شمالی تحت لایسنس ین پرس منتشر شده‌اند. همچنین یک فیلم انیمه ساخته استودیو جی.سی.استاف بار در ۳۰ اوت ۲۰۱۹ به اکران درآمد. قرار است فصل سوم انیمه در سال ۲۰۲۴ پخش شود.

## داستان
پس از یک مرگ نابهنگام و شرم آور، کازوما ساتو، یک نوجوان ژاپنی هیکی‌کوموری نیت، با الهه ای به نام آکوا ملاقات می‌کند، که به او پیشنهاد می‌کند تا او را در دنیایی موازی با عناصر ام‌ام‌اوآرپی‌جی تناسخ دهد تا به ماجراجویی‌ها و مبارزه با هیولاها بپردازد. در ادامه کازوما خود آکوا را انتخاب می‌کند تا او را تا شهر اکسل همراهی کند و به سرعت متوجه می‌شود که حضور آکوا سودمند تر است. آکوا تا زمانی که پادشاه شیطان شکست نخورد قادر به بازگشت به زندگی پس از مرگ نیست پس این دو یک گروه تشکیل می‌دهند و دو عضو دیگر را به خدمت می‌گیرند. یک جادوگر انفجاری به نام مگومین و یک جنگجوی صلیبی مازوخیست به نام دارکنس. به دلیل توانایی‌های ناکارآمد گروه، کازوما از ایده شکست دادن پادشاه شیطان منصرف می‌شود و سعی می‌کند زندگی راحتی داشته باشد ولی متوجه می‌شود که شرایط زندگی روزمره گروهش، مجبور است تا با ژنرال‌های پادشاه شیطان روبرو شود و به نبرد بپردازد.